# Hospital de Sagunt
L'Hospital de Sagunt (tradicionalment, la Mini Fe del Port) és un hospital públic de la Conselleria de Sanitat de la Generalitat Valenciana situat dins del terme del municipi valencià de Sagunt (Camp de Morvedre) i, més concretament, en el nucli poblacional del Port de Sagunt. En funcionament des de gener de 1982, dona cobertura assistencial a 51 municipis de les comarques del Camp de Morvedre (els 16), l'Alt Palància (els 27), l'Horta Nord (Puçol i el Puig), el Camp de Túria (Gàtova), l'Alt Millars (Vilanova de la Reina i la Font de la Reina) i la Plana Baixa (Almenara, la Llosa i Xilxes).
L'Hospital de Sagunt va ser el primer dels hospitals de la sanitat pública espanyola pensat amb criteris d'horitzontalitat. Els seus arquitectes, Fernando Flórez i Luis López-Fando, repetirien anys després, juntament amb Luis Fernández Inglada, un esquema molt similar a l'Hospital Universitari de Getafe (amb la col·laboració de Bernardo García Tàpia) i a l'Hospital Severo Ochoa.
A més, l'Hospital de Sagunt es dissenyà amb criteris de modernitat i funcionalitat, triant com a model constructiu el sistema Nucleus, desenvolupat pel National Health Service britànic. La base constructiva d'aquest model es basa en la utilització d'un mòdul quadrat central o nucli on se situen els llocs d'infermeria i locals de servei (magatzem, llenceria, dutxes…), sense columnes interiors, al que s'adossen altres mòduls quadrangulars, formant una creu amb el central, des d'on es distribueixen les habitacions al llarg dels passadissos. Els projectes d'horitzontalitat són menys dependents d'aparells elevadors i permeten una major interrelació entre serveis que atenen a malalts d'aguts amb menors barreres. Els serveis centrals i administratius es localitzen en les plantes baixes, no interferint en les futures remodelacions de les plantes assistencials superiors. L'acabat en rajoles i formigó presten un aspecte de solidesa i els jardins interiors un entorn més ecològic. És un model que es considera idoni per a hospitals amb menys de 500 llits.
La Seguretat Social va invertir en la construcció de l'hospital uns 700 milions de pessetes.
Cal recordar que el mèrit de la implantació a Espanya del sistema Nucleus es deu a la Dra. María Pérez Sheriff, professora de l'Escola d'Arquitectura de Madrid en la dècada dels anys 60 del segle passat que omplí el buit que existia a Espanya sobre arquitectura hospitalària.